# Amietia ruwenzorica
Amietia ruwenzorica är en groddjursart som först beskrevs av Laurent 1972.  Amietia ruwenzorica ingår i släktet Amietia och familjen Pyxicephalidae. IUCN kategoriserar arten globalt som otillräckligt studerad. Inga underarter finns listade i Catalogue of Life.